# Кициньский, Бруно
Граф Бруно Кициньский (пол.Bruno Kiciński; 7 октября 1797, Ляховице, Речь Посполитая – 23 марта 1844, Ойжень, Царство Польское Российская империя) – польский журналист, публицист, редактор, издатель, поэт и переводчик.
Один из создателей польской политической прессы и литературы.

## Биография

Герб Кициньского

Представитель графского рода. Родился в Западной Галиции. С 1804 года обучался в Терезианской академии в Вене, в 1809-1814 годах – у пиаристов в Варшаве.
Жил у своего родственника Иоахима Лелевеля.
В 1814–1815 годах, во время пребывания во Львове, вместе с группой однодумцев (Ф. Дмоховский) начал издательскую деятельность. В 1815-1816 годах учился в Варшавской школе права и администрации.
Цензура помешала Кициньскому продолжить издательскую деятельность. Позже включился в политическую подпольную деятельность, был членом Патриотического общества. Во время Ноябрьского восстания (1830—1831) участвовал в общественной жизни Польши, писал патриотические стихи.
Занимался переводами с французского, немецкого, греческого и латыни.
Один из наиболее известных в Варшаве владельцев газет и журналов Бруно Кициньский выполнил в Париже первый польский перевод песни «Варшавянка» («На бой кровавый, святой и правый»).

## Издатель газет
- 1817–1818 – Tygodnik Warszawski
- 1818–1819 – Tygodnik Polski i Zagraniczny
- 1819–1820 – Tygodnik Polski
- 1820–1822 – Wanda
- 1818–1819 – Gazeta Codzienna Narodowa i Obca
- 1819 – Kronika Drugiej Połowy Roku 1819
- 1819 – 1820 – Orzeł Biały
- 1821–1822 – Kurjer Warszawski
- 1822–1823 – Pamiętnik Zagraniczny

## Избранные произведения
- Kobiety. Poema w 2 pieśniach, 1817 (поэма)
- Wiersz do wojsk polskich, Warszawa 1830 (стихи)
- Do dyktatora Chłopickiego. Wiersz
- Dwa dni zwycięstw odniesionych pod naczelnym dowództwem Jana Skrzyneckiego. Wiersz (Warszawa 1831) (стихи)
- Oda do ziomków (Warszawa) 1831 (ода)
- Pieśń wieśniaków polskich, Warszawa 1831 (песня)
- Pieśń żołnierska z r. 1794, zastosowana do teraźniejszych okoliczności, Warszawa 1831 (песня)